# Behçet Safa
Behçet Safa (Istanbul, 4 gennaio 1934 – Capoliveri, 5 dicembre 2018) è stato un pittore turco.

## Biografia
Studiò ad Istanbul. Visse a Roma, a Istanbul, a Stoccolma e infine a Capoliveri. Espose, nel 1961 al Musée d'Art Moderne de la Ville de Paris, poi alla Biennale di Parigi e nel 1978 alla Salon des réalités nouvelles. Inoltre tenne mostre personali a Parigi, Stoccolma, Vienna, Bruxelles, Kloten e Monaco di Baviera. Collaborò a progetti cinematografici come Il segreto di Santa Vittoria e Atelier de la loute. Dagli anni 1970 si stabilì definitivamente all'Isola d'Elba , lavorando prevalentemente in Italia.
Behçet Safa era nipote dello scrittore e del giornalista turco Peyami Safa. Anche suo padre Ilhami Safa, era un giornalista.